# Tarauacá
Tarauacá este un oraș în unitatea federativă Acre (AC) din Brazilia. la recensământul din 2007, Tarauacá a avut o populație de 32,171 de locuitori. Suprafața localității Tarauacá este de 15,553 km².